# كينت بيرغيرسن
كينت بيرغيرسن (بالنرويجية البوكمول: Kent Bergersen)‏ هو مدرب كرة قدم ولاعب كرة قدم نرويجي، ولد في 2 أغسطس 1967 في أوسلو في النرويج. لعب مع ريث روفرز وستوكبورت كونتي ونادي بانيونيوس ونادي روسنبورغ ونادي سترومسغودست ونادي فريدريكستاد ونادي فوليرينغا ونادي لين.

## وصلات خارجية
- كينت بيرغيرسن على موقع اتحاد النرويج (النرويجية)
- كينت بيرغيرسن على موقع قاعدة بيانات كرة القدم.إي يو (الإنجليزية)

- كينت بيرغيرسن على موقع IMDb (الإنجليزية)